# (11754) Herbig
(11754) Herbig és un asteroide que pertany al cinturó d'asteroides, descobert el 24 de setembre de 1960 per Cornelis Johannes van Houten conjuntament amb la seva esposa també astrònoma Ingrid van Houten-Groeneveld i l'astrònom Tom Gehrels des de l'Observatori Palomar, als EUA.

## Designació i nom
Designat provisionalment com 2560 P-L. Va ser nomenat Herbig en honor de l'astrònom nord-americà George Herbig co-descobridor d'objectes Herbig-Haro.

## Característiques orbitals i físiques
Herbig està situat a una distància mitjana del Sol de 2,886 ua, i pot allunyar-se fins a 3,062 ua i acostar-se fins a 2,710 ua. La seva excentricitat és 0,061 i la inclinació orbital 1,1°. Empra 1791 dies a completar una òrbita al voltant del Sol. La magnitud absoluta d'Herbig és 13,8.